# 卡斯泰尔诺蒙拉捷 (旧市镇)
卡斯泰尔诺蒙拉捷（法語：Castelnau-Montratier，法語發音：[kastɛlno mɔ̃ʁatje]）是法国洛特省的一个旧市镇，属于卡奥尔区。2017年1月1日，卡斯泰尔诺蒙拉捷与市镇圣阿洛齐合并为新市镇卡斯泰尔诺蒙拉捷-圣阿洛齐，卡斯泰尔诺蒙拉捷为新市镇行政中心。2024年1月1日起，新市镇恢复“卡斯泰尔诺蒙拉捷”一名。

## 地理
卡斯泰尔诺蒙拉捷（44°16'8"N, 1°21'11"E）面积72.54 平方千米，位于法国奧克西塔尼大區洛特省，该省份为法国西南部内陆省份，北起顺时针与科雷兹省、康塔爾省、阿韦龙省、塔恩-加龙省、洛特-加龍省和多尔多涅省接壤。
与卡斯泰尔诺蒙拉捷接壤的市镇（或旧市镇、城区）包括：拉巴特、莫利耶尔、蒙费尔米耶、索沃泰尔、瓦兹拉克、圣保罗-弗洛尼亚克、佩恩、圣阿洛齐、圣保罗-德卢布勒萨克。

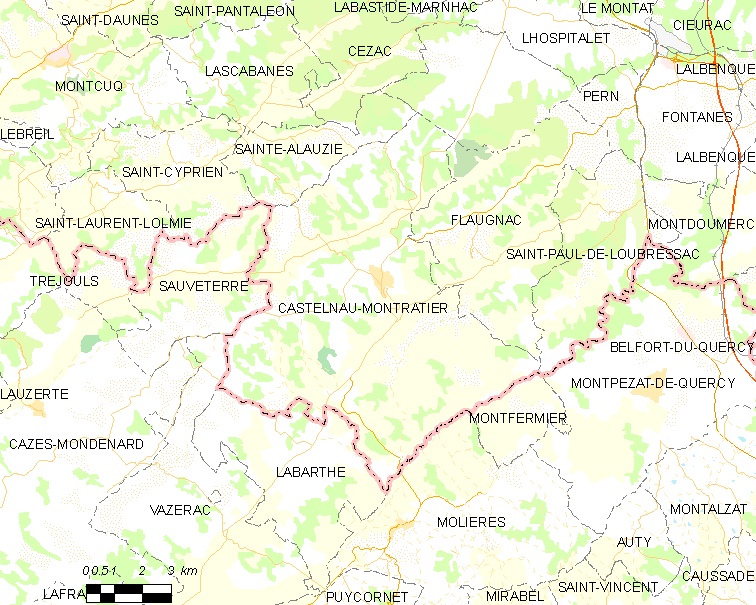
的OSM定位图

卡斯泰尔诺蒙拉捷的时区为UTC+01:00、UTC+02:00（夏令时）。

## 行政
卡斯泰尔诺蒙拉捷的邮政编码为46170，INSEE市镇编码为46063。

## 政治
卡斯泰尔诺蒙拉捷所属的省级选区为南凯尔西边区县。

## 人口

1962-2008年间人口变化图示

卡斯泰尔诺蒙拉捷于2018年1月1日时的人口数量为1749人。